# Пичужинское сельское поселение
Пичу́жинское се́льское поселе́ние — муниципальное образование в Дубовском районе Волгоградской области, административный центр — село Пичуга.

## История
Пичужинское сельское поселение образовано Законом Волгоградской области от 14 марта 2005 года № 1026-ОД «Об установлении границ и наделении статусом Дубовского района и муниципальных образований в его составе».

## Население
| 2010  | 2012  | 2013  | 2014  | 2015  | 2016  | 2017  |
| ----- | ----- | ----- | ----- | ----- | ----- | ----- |
| 1696  | ↗1759 | ↗1803 | ↗1828 | ↘1826 | ↘1817 | ↗1819 |
| 2018  | 2019  | 2020  | 2021  |       |       |       |
| ↘1779 | ↗1785 | ↘1782 | ↘1779 |       |       |       |

## Состав сельского поселения
| № | Населённый пункт | Тип населённого пункта       | Население |
| - | ---------------- | ---------------------------- | --------- |
| 1 | Пичуга           | село, административный центр | 1349      |
| 2 | Челюскинец       | хутор                        | 347       |

## Археология
- Галечные индустрии, аналогичные находкам каменных орудий в Пичуге на Волге, обнаружены на Южном берега Крыма в районе Ялты, в местонахождении близ посёлка Гаспра[13].
- Стоянка Челюскинец II у хутора Челюскинец — самый ранний памятник эпохи среднего палеолита на Русской равнине. Вероятное время стоянки определяется в 145 тысяч лет назад с верхней границей 127 тысяч лет назад[14].